# Modena Rugby 1965
Il Modena Rugby 1965 Soc. Coop. S.D. è un club italiano di rugby a 15 con sede nella città di Modena.
Nata nel 1965 come Associazione Sportiva Modena Rugby e rifondata nel 2002 sotto il nome di Modena Rugby Club, nel 2014 la Società ha assunto la denominazione attuale.

## Palmarès
- Campionati di serie B: 1

2002-03